# デンパ君
デンパ君（デンパくん）は、総務省総合通信局のマスコットキャラクター。

## 概要
1994年に悪いデンパをやっつける正義の味方として初登場した。初めは名前がなかったが、キャラクターの名前を一般公募し、応募の中から選考の上、1996年に命名された。『デンパ君のピピッ！「おもしろ電波教室！」』などで登場している。